# Erich Leo Lehmann
Erich Leo Lehmann est un statisticien américain né le 20 novembre 1917 à Strasbourg et mort le 12 septembre 2009. Il est particulièrement connu pour sa contribution aux statistiques non paramétriques. Il est notamment l'auteur du théorème de Lehmann-Scheffé et de l'estimateur de Hodges-Lehmann.

## Publications
- Fisher, Neyman, and the Creation of Classical Statistics, 2011,  (ISBN 978-1-4419-9499-8), (ouvrage posthume)

## Prix et distinctions
Il est lauréat en 1996 du Prix Samuel-Wilks.